# Čerňanka
Čerňanka (rusky Чернянка) je sídlo městského typu v Bělgorodské oblasti v Rusku. Žije zde 14 896 lidí (2021).

## Geografie
Obec se nachází v jižní části Středoruské vysočiny, asi 90 km severovýchodně od oblastního centra Bělgorodu na levém břehu Oskolu, přítoku Severního Doněce.
Čerňanka je okresním centrem stejnojmenného okresu.

## Dějiny
Nejstarší písemná zmínka o obci pochází z roku 1656, kdy se zde usazovali rolníci. V roce 1723 přivedl ruský generálporučík Ščerbin přes dva tisíce ukrajinských rolníků z okolí Charkova a usídlil je v Čerňance a dalších blízkých vsích, které se staly jeho majetkem.
V roce 1828 byl v Čerňance postaven první cukrovar na cukrovou řepu v regionu. V roce 1869 byla v osadě otevřena první škola. Na počátku 20. století byly v Čerňance dva kostely, škola, chudobinec, cihelna, dvě papírny, větrné mlýny a žilo zde 7 500 obyvatel.
V roce 1905 se obcí prohnala vlna rolnických nepokojů a na potlačení museli být povoláni kozáci a ruská armáda. 
Během druhé světové války vyhodila ustupující Rudá armáda do povětří mosty přes Oskol, aby zpomalila postup německé armády. Čerňanka byla 2. července 1941 obsazena německými vojsky a byl zde zřízen zajatecký tábor. Od září do listopadu 1942 bylo Němci z Čerňanky deportování 994 lidí na nucenou práci do Německa. Během německé okupace zahynulo 49 civilistů. V lednu 1943 byla obec osvobozena.
V roce 1958 získala Čerňanka status sídla městského typu.
Roku 2002 byl přes řeku Oskol postaven nový visutý most.

## Hospodářství a doprava
V Čerňance, jako centru zemědělské oblasti, převládají závody potravinářského průmyslu (cukrovar, mlékárny, zpracování masa, lisovna rostlinného oleje).
Obec se nachází na železniční trati Moskva - Jelec - Valujky a regionální silnici R188 Staryj Oskol - Novyj Oskol.